# Tegra

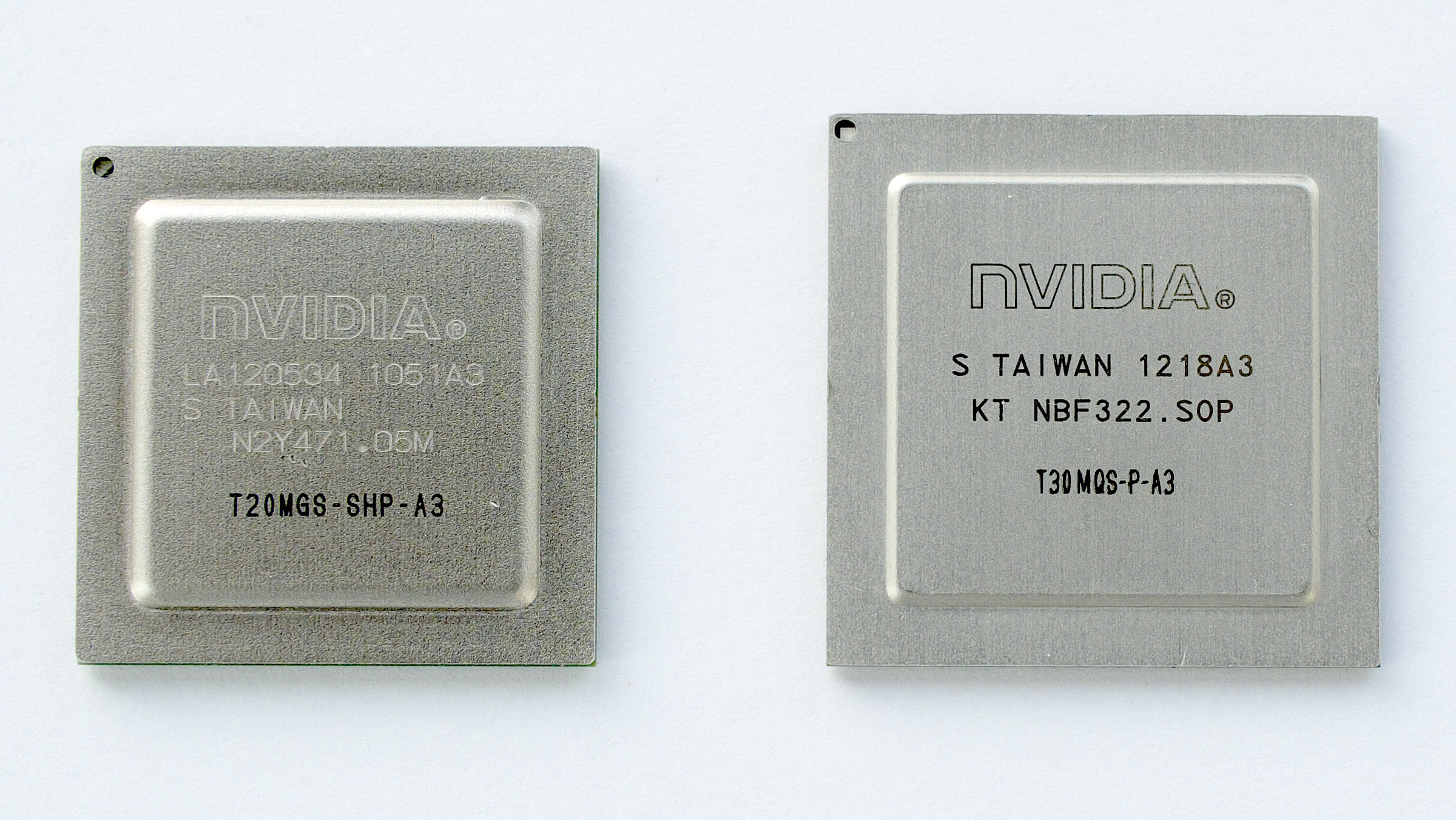
Nvidia Tegra T20 (Tegra 2) és T30 (Tegra 3) csipek

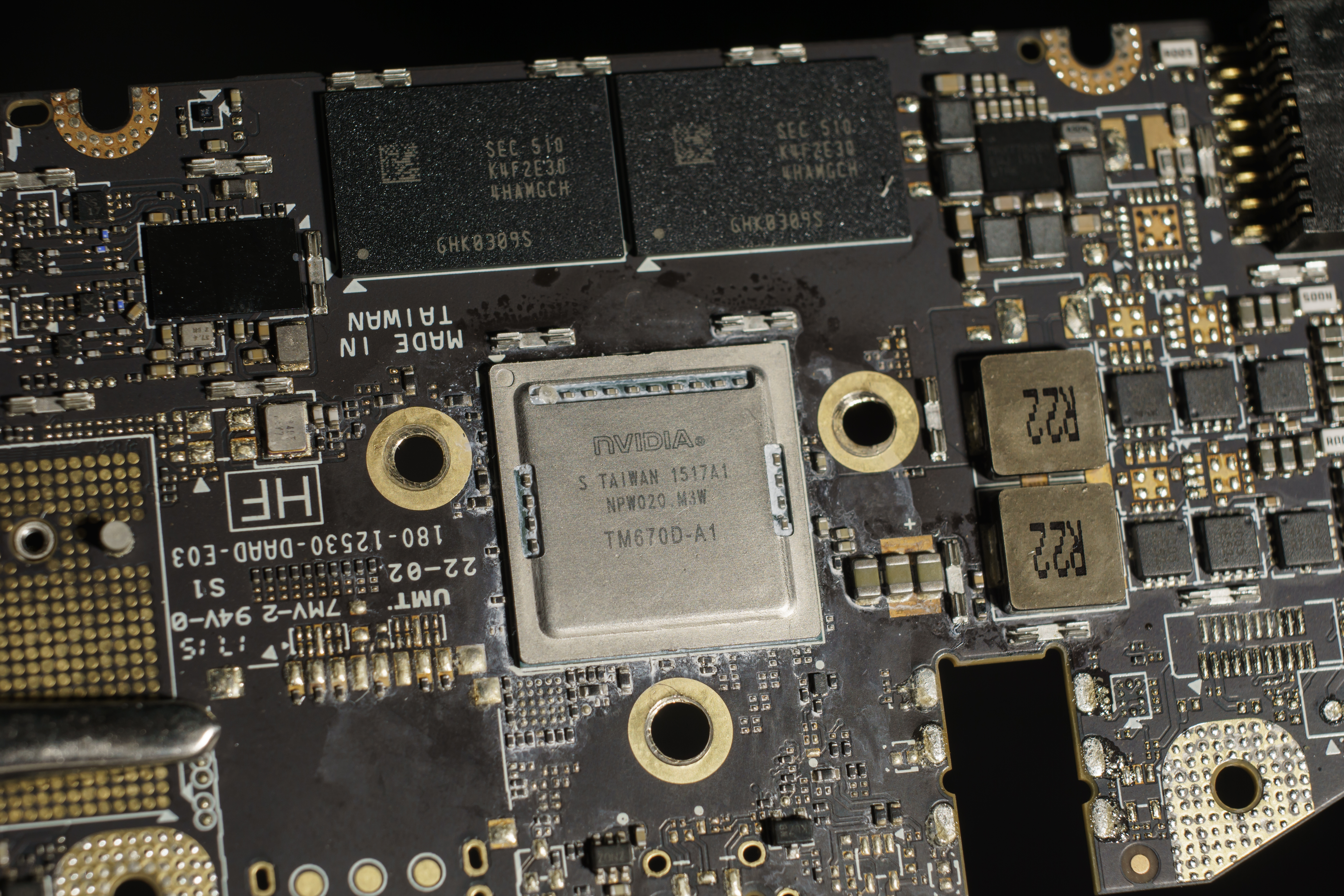
Tegra X1 egy Shield TV belsejében

A Tegra egy egylapkás rendszer (system on a chip, SoC) sorozat, amelyet az Nvidia fejleszt elsősorban okostelefonok, tabletek, szerverek, netbookok, PDA-k és mobil internetes eszközök (mobile Internet devices, MID) számára. A Tegra csipekben egy csomagban integrált ARM architektúrájú mikroprocesszor (CPU), grafikai processzor (GPU), northbridge (memóriasín), southbridge (perifériasín) és memóriavezérlő található.
A korai Tegra SoC-ket hatékony multimédiás processzoroknak tervezték. A Tegra-vonalat eleinte úgy fejlesztették, hogy kiemelje a játék- és gépi tanulási alkalmazások teljesítményét az energiahatékonyság feláldozása nélkül, később azonban drasztikus irányváltoztatást hajtottak végre a járműautomatizálást biztosító platformok felé, amit az „Nvidia Drive” márkanévvel jelölnek a referenciakártyákon és az áramkörökön; és a mesterséges intelligencia alkalmazásait támogató „Nvidia Jetson” márkanevű kártyákkal, amiket robotokban, drónokban és különféle intelligens, magas szintű automatizálási célokat szolgáló eszközökben alkalmaznak.

## Története
A Tegra APX 2500 csipet 2008. február 12-én mutatták be, a Tegra 6xx termékvonalat 2008. június 2-án, az APX 2600-at pedig 2009 februárjában. Az APX csipeket okostelefonokban történő felhasználásra tervezték, míg a Tegra 600 és 650 csipeket smartbook és mobil internetes eszközökbe (MID) szánták.
Az első Tegra csipet használó termék a Microsoft 2009 szeptemberében megjelent Zune HD médialejátszója volt, ezt követte a Samsung M1.
A Microsoft Kin készüléke volt az első Tegrát használó mobiltelefon; azonban nem kapcsolódott hozzá alkalmazásbolt (app store), így a Tegra felhasználása nem járt sok előnnyel.
2008 szeptemberében az Nvidia és az Opera Software bejelentette, hogy elkészítik az Opera 9.5 böngésző Tegrára optimalizált verzióját, Windows Mobile és Windows CE platformokra.
A 2009-es Mobil Világkongresszuson (Mobile World Congress) az Nvidia bemutatta a Google Android operációs rendszerének Tegrára portolt változatát.
2010. január 7-én a Consumer Electronics Show 2010 rendezvényen az Nvidia hivatalosan bejelentette és demonstrálta következő generációs Tegra egylapkás rendszerét, a Nvidia Tegra 250-et.
A Tegra 2-ben az Nvidia elsősorban az Android operációs rendszert támogatja, de más, ARM-architektúrát támogató operációs rendszerek indítása is lehetséges, amennyiben az eszközön elérhető / rendelkezésre áll a megfelelő bootloader (rendszerbetöltő program). Az Ubuntu Linux-disztribúcióhoz készített Tegra 2 támogatást szintén bejelentették az Nvidia fejlesztői fórumon (2011-ben).
A 2011-es CES-en az Nvidia bejelentette, hogy a Tesla Model S szedán Tegra-alapú informatikai-szórakoztató (infotainment) és navigációs rendszert fog tartalmazni, emellett 17 inches digitális érintőképernyős központi konzolt.
2011 februárjában az Nvidia bemutatta az első négymagos egylapkás rendszerét a Mobil Világkongresszuson, Barcelonában. Bár a csip kódneve eredetileg Kal-El volt, jelenleg Tegra 3 néven szerepel. Már az első teljesítménytesztek komoly teljesítménynövekedést mutattak a Tegra 2-höz képest, és a csipet több, 2011 második felében kibocsátott táblagépben használták.
2012 januárjában az Nvidia bejelentette, hogy az Audi a Tegra 3 processzort választotta a fedélzeti informatikai-szórakoztató és digitális műszerkijelző rendszerei vezérlésére. 2013-tól kezdve a processzort az Audi által gyártott összes újabb sorozatú gépkocsiba beépítik majd, világszerte. A folyamat ISO 26262 tanúsítvánnyal rendelkezik.
2012 nyarán a Tesla Motors megkezdte a Model S teljesen elektromos nagy teljesítményű szedánok szállítását, amelyekbe két Nvidia Tegra 3D vizuális számítási modul (Visual Computing Module, VCM) van beépítve. Egy VCM működteti a 17 inches érintőképernyős szórakoztató-információs rendszert, a másik a digitális műszerfalat vezérli.
2015 márciusában az Nvidia bejelentette a Tegra X1-et, az első egylapkás rendszert, melynek grafikai teljesítménye 1 teraflop. A bejelentésen az Nvidia bemutatta az Epic Games Unreal Engine 4 „Elemental” demóját, amely egy Tegra X1-es csipen futott.
2016. október 20-án az Nvidia bejelentette, hogy a Nintendo Switch hibrid videojáték-konzolt Tegra hardver fogja meghajtani.
2017. március 15-én a TechInsights információs platform közölte, hogy a Nintendo Switch konzolt egy egyedi Tegra X1 (T210-es modell) vezérli, alacsonyabb órajellel.

## Modellek

### Tegra APX
Tegra APX 2500
- Processzor: ARM11 600 MHz MPCore (eredetileg GeForce ULV)
  - suffix: APX (korábban CSX)
- Memória: NOR vagy NAND flash, mobil DDR
- Grafika: képfeldolgozó processzor (FWVGA 854×480 pixel)
  - Max. 12 megapixeles kamera támogatása
  - LCD vezérlő maximális felbontása 1280×1024
- Háttértár: IDE for SSD
- Videokodekek: max. 720p MPEG-4 AVC/H.264 és VC-1 dekódolás
- Beépített GeForce ULV támogatás az OpenGL ES 2.0-hoz, Direct3D Mobile, és programozható shaderek
- Kimenetek: High Definition Multimedia Interface, VGA, kompozit video, S-Video, sztereó jack, USB
- USB On-The-Go

Tegra APX 2600
- Továbbfejlesztett NAND flash
- Videokodekek:[17]
  - 720p H.264 Baseline Profile kódolás vagy dekódolás
  - 720p VC-1/WMV9 Advanced Profile dekódolás
  - D-1 MPEG-4 Simple Profile kódolás vagy dekódolás

### Tegra 6xx
Tegra 600
- Felhasználási területe a GPS szegmens és az autóipar
- Processzor: ARM11 700 MHz MPCore
- Memória: low-power DDR (DDR-333, 166 MHz)
- SXGA, HDMI, USB, sztereó jack
- HD kamera 720p

Tegra 650
- Felhasználási területe: kézi eszközök és notebookok GTX-eiben (GeForce típus)
- Processzor: ARM11 800 MHz MPCore
- Low power DDR (DDR-400, 200 MHz)
- Kevesebb mint 1 watt csúcsfogyasztás
- HD képfeldolgozás fejlett digitális fényképezőgépekhez és HD videofelvevő funkciókhoz
- Képernyő támogatás 1080p 24 frame/s mellett, HDMI v1.3, WSXGA+ LCD és CRT, és NTSC/PAL TV kimenet
- Közvetlen támogatás Wi-Fi, lemezmeghajtó, billentyűzet, egér és egyéb perifériákhoz
- Teljes board support package (BSP, alaplapi operációsrendszer-támogatás) Windows Mobile-alapú eszközök gyors kifutásához

### Tegra 2

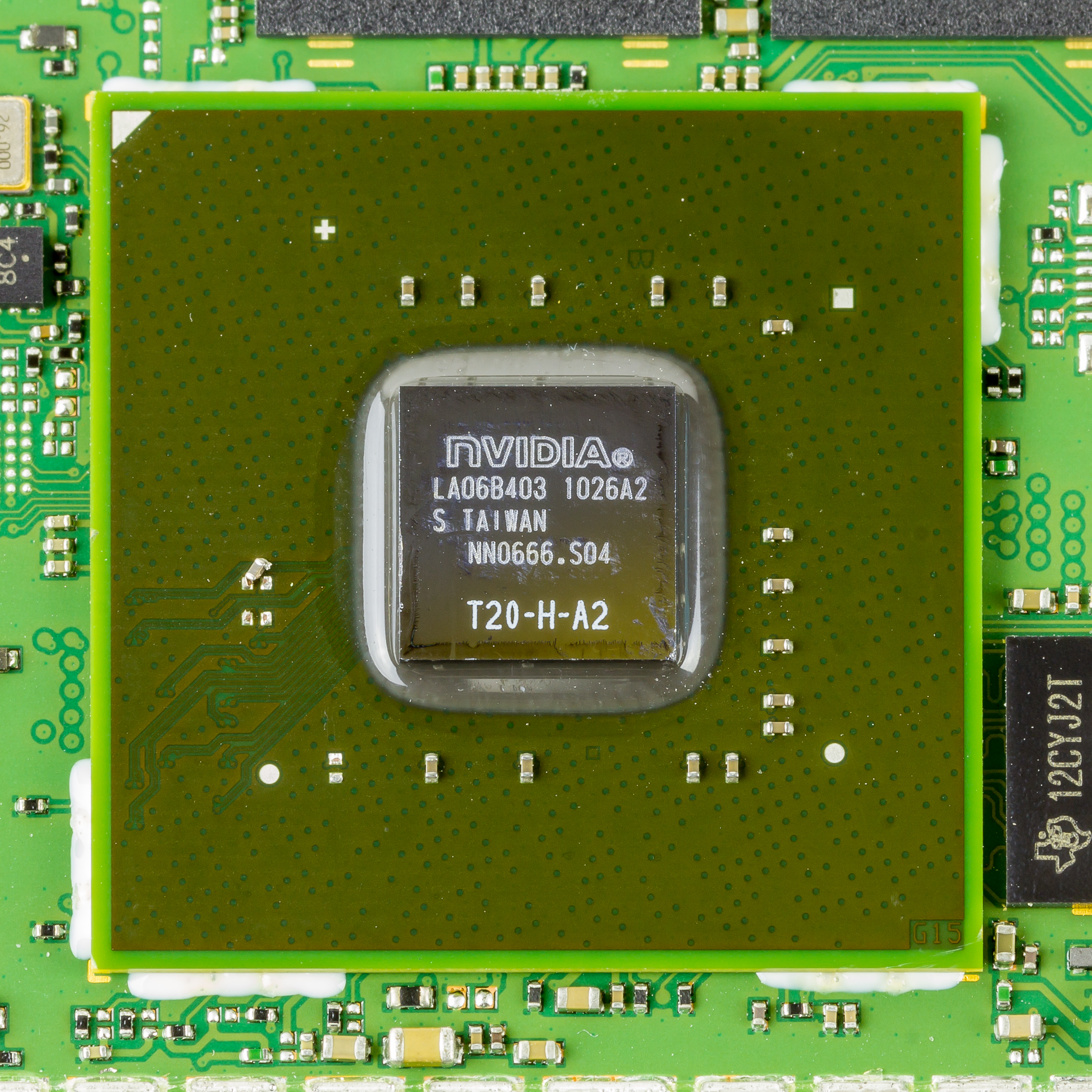
Nvidia Tegra 2 T20-H-A2 csip egy Motorola Xoom tablet alaplapján

A második generációs Tegra SoC a következőket tartalmazza:
egy kétmagos ARM Cortex-A9 CPU (amelyből hiányzik az ARM fejlett SIMD kiterjesztése, a NEON), egy ultra-kisfogyasztású (ultra-low power, ULP) GeForce GPU, 4 pixel shaderrel + 4 vertex shaderrel,
egy 32 bites egycsatornás memóriavezérlő LPDDR2-600 vagy DDR2-667 memóriákhoz, magonként 32 KiB / 32 KiB L1 gyorsítótár és egy osztott 1 MiB L2 gyorsítótár.
A Tegra 2 Cortex A9 implementációja nem foglalja magában az ARM NEON SIMD kiterjesztését.
Tegra 2 SoC-nak van egy 3D képernyőket támogató verziója is, ebben magasabb órajelű CPU és GPU van.
A Tegra 2 videódekóder nagyrészt változatlan az eredeti Tegrához képest, és korlátozott mértékben támogatja a HD formátumokat.
A magas profilú H.264 támogatásának hiánya különösen zavaró az online videostreaming szolgáltatások használatakor.
Általános jellemzők:
- CPU: 32 bites ARMv7
- CPU-gyorsítótár: L1: 32 KiB utasítás + 32 KiB adat, L2: 1 MiB
- 40 nm-es félvezető-technológia

| Modell                      | CPU        | CPU   | CPU        | GPU                      | GPU       | GPU        | memória                     | memória | memória                 | memória           | alkalmazás    |
| Modell                      | processzor | magok | frekvencia | mikro- architektúra      | mag konf. | frekvencia | típus                       | méret   | busz szélesség          | sávszé- lesség    | elérhetőség   |
| --------------------------- | ---------- | ----- | ---------- | ------------------------ | --------- | ---------- | --------------------------- | ------- | ----------------------- | ----------------- | ------------- |
| AP20H (Ventana/ ismeretlen) | Cortex-A9  | 2     | 1,0 GHz    | VLIW-alapú VEC4 egységek | 4:4:4:4   | 300 MHz    | LPDDR2 300 MHz DDR2 333 MHz | ?       | 32 bites egy- csatornás | 2,4 GB/s 2,7 GB/s | 2010 1.negyed |
| T20 (Harmony/ Ventana)      | Cortex-A9  | 2     | 1,0 GHz    | VLIW-alapú VEC4 egységek | 4:4:4:4   | 333 MHz    | LPDDR2 300 MHz DDR2 333 MHz | ?       | 32 bites egy- csatornás | 2,4 GB/s 2,7 GB/s | 2010 1.negyed |
| AP25                        | Cortex-A9  | 2     | 1,2 GHz    | VLIW-alapú VEC4 egységek | 4:4:4:4   | 400 MHz    | LPDDR2 300 MHz DDR2 333 MHz | ?       | 32 bites egy- csatornás | 2,4 GB/s 2,7 GB/s | 2011 1.negyed |
| T25                         | Cortex-A9  | 2     | 1,2 GHz    | VLIW-alapú VEC4 egységek | 4:4:4:4   | 400 MHz    | LPDDR2 300 MHz DDR2 333 MHz | ?       | 32 bites egy- csatornás | 2,4 GB/s 2,7 GB/s | 2011 1.negyed |

1. ↑  pixelárnyalók : csúcspont árnyalók : textúraleképező egységek : renderelő kimeneti egységek

#### Eszközök

Nvidia Tegra 2 T20 lapka mikrofotó

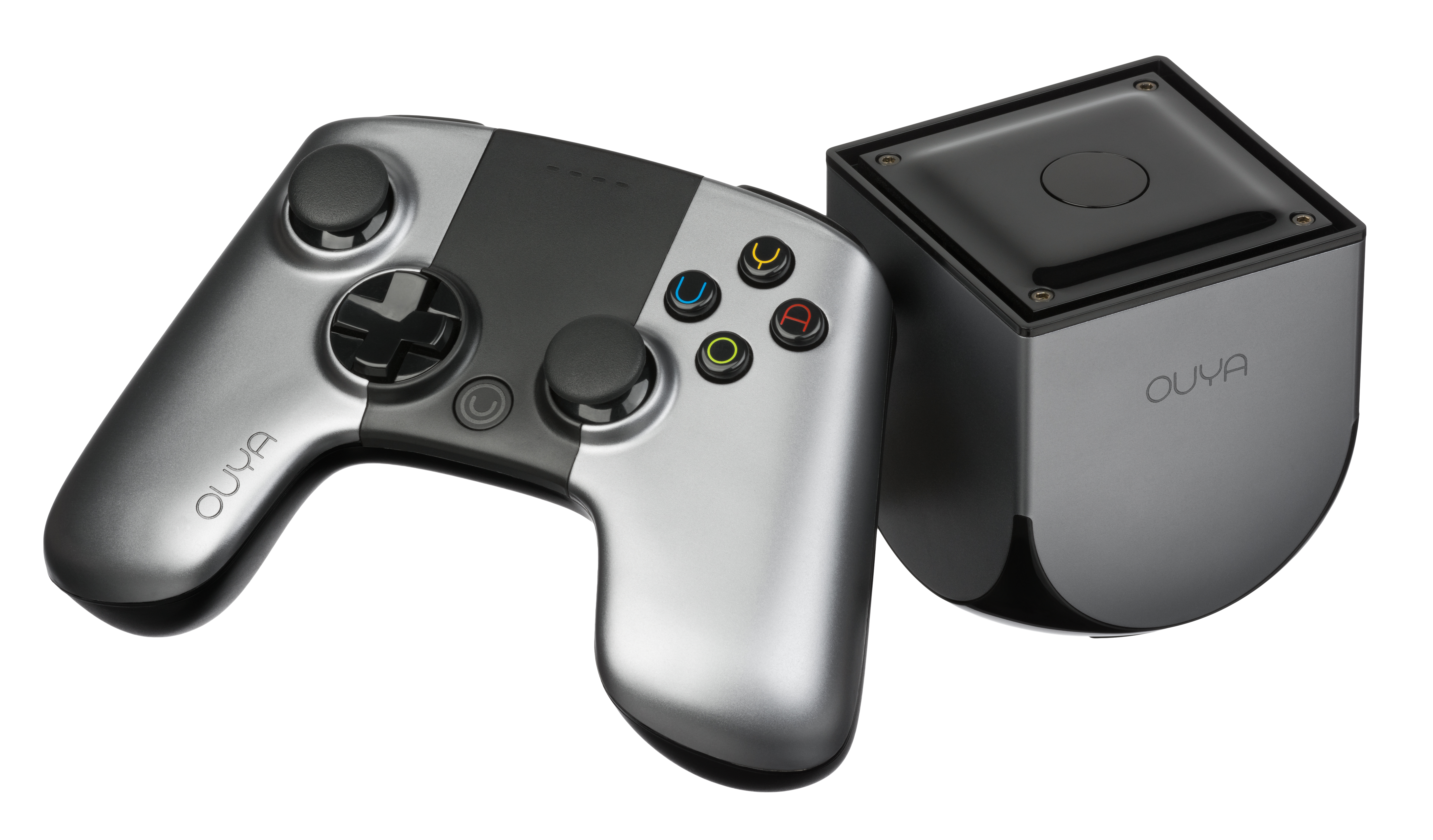
Az Ouya konzolban Tegra 3 T33-P-A3 van

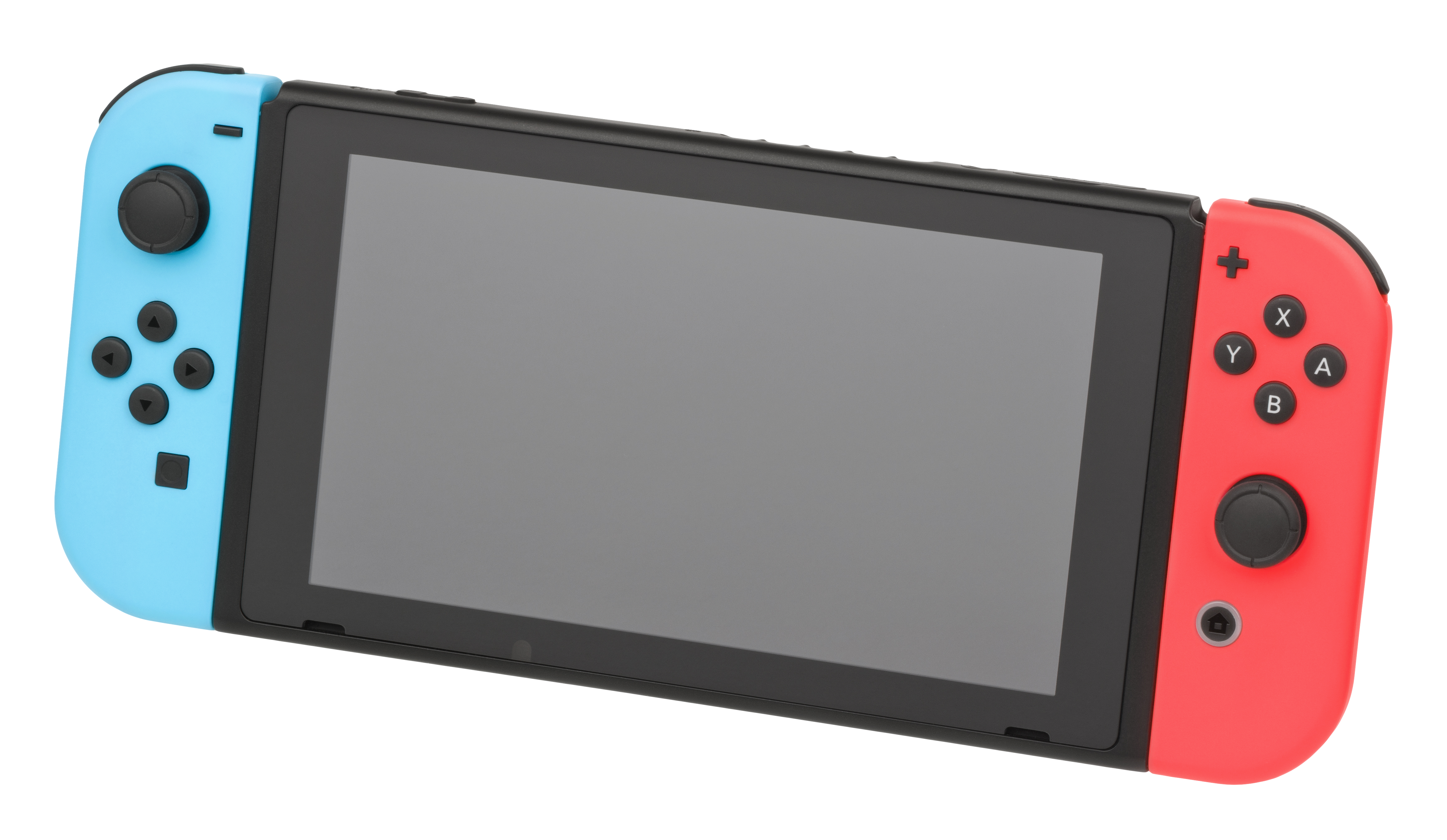
Az X1 a Nintendo Switch játékkonzol alapja

| Modell     | eszköz |
| ---------- | --- |
| AP20H      | Motorola Atrix 4G, Motorola Droid X2, Motorola Photon, LG Optimus 2X / LG Optimus Dual P990 / Optimus 2x SU660 (?), Samsung Galaxy R, Samsung Captivate Glide, ZTE Mimosa X, Micromax Superfone A85, T-Mobile G2X P999, Acer Iconia Tab A100, A200 és A500, LG Optimus Pad, Motorola Xoom, Sony Tablet S, Dell Streak 7, Dell Streak Pro, Asus Slider, Toshiba Thrive tablet, T-Mobile G-Slate |
| AP25       | Fusion Garage Grid 10[forrás?] |
| T20        | Acer Iconia Tab A100, Advent Vega, Aigo n700, ASUS Eee Pad Transformer, Avionic Design Tamonten Processor Board, CompuLab Trim-Slice nettop, E-Noa Interpad, Exper EasyPad, Hannspree Hannspad, Lenovo IdeaPad Tablet K1, Lenovo ThinkPad Tablet, Malata Tablet Zpad, MSI 10 hüvelyk (250 mm) tablet, Notion Ink Adam tablet, Olivetti OliPad 100, Point of View Mobii 10.1, Samsung Galaxy Tab 10.1, Toradex Colibri Tegra 2, Toshiba AC100, Toshiba Folio 100, Velocity Micro Cruz Tablet L510, ViewSonic G Tablet, ViewSonic ViewPad 10s, Zyrex Onepad SP1110, Zyrex Onepad SP1113G |
| ismeretlen | Tesla Motors Model S 2012~2017 és Model X 2015~2017 műszerklaszter (IC) |

### Tegra 3

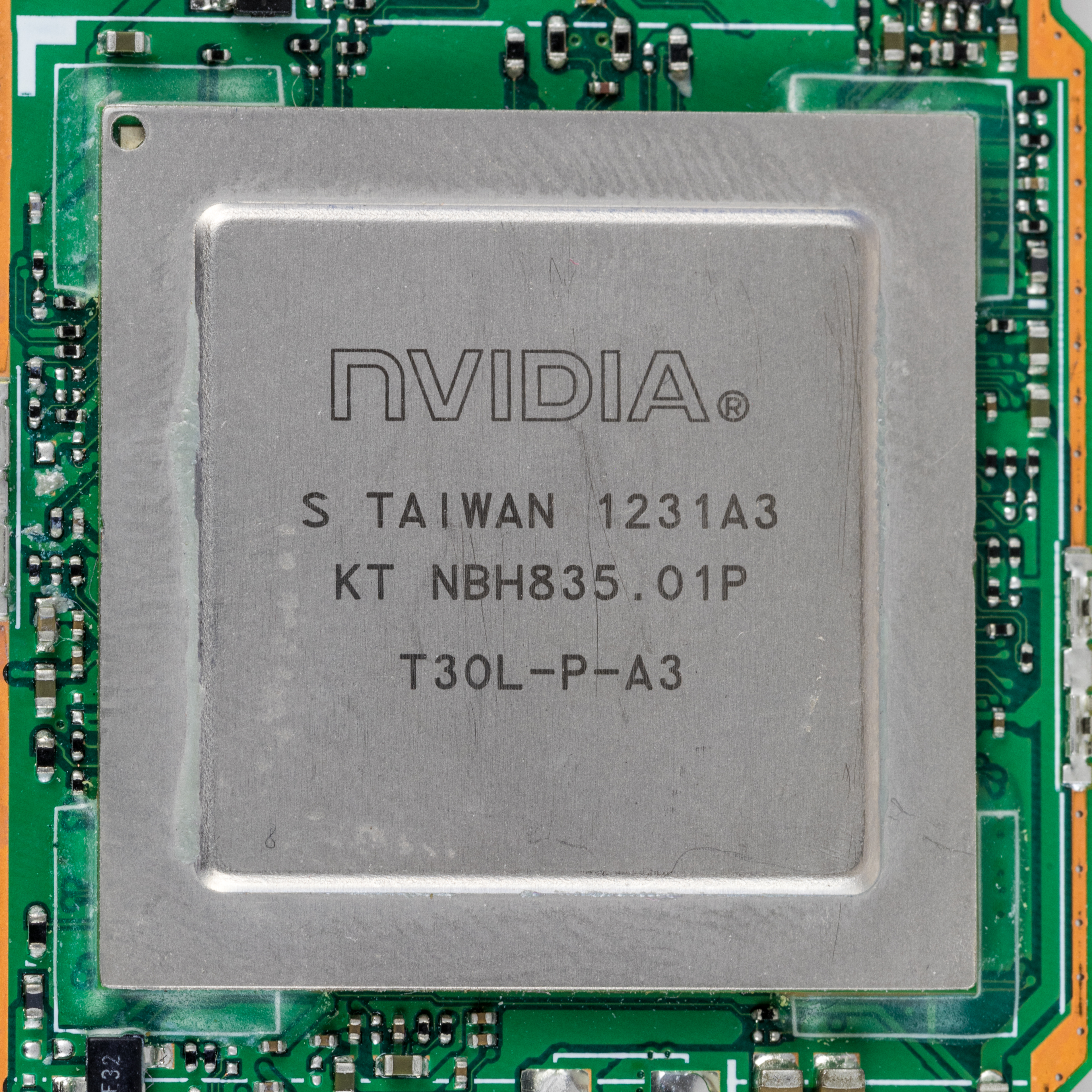
Nvidia Tegra 3 T30L

A Tegra 3 (kódneve: „Kal-El”) funkcionálisan egy négymagos egylapkás rendszer, azonban tartalmaz egy „kiegészítő” magot is. Míg az összes fő mag Cortex-A9-es, a kiegészítő mag egy speciális kisfogyasztású szilícium-folyamattal készül, amely kevesebbet fogyaszt kis órajeleken és nem teljesít jól a magasabb órajeleken, ezért ennek az órajele 500 MHz-en van limitálva. Ezen kívül van egy speciális logika, amely képes a teljes futási állapotot gyorsan és észrevétlenül átvinni a kiegészítő mag és a közönséges magok között. Ennek a célja az, hogy a mobil eszközben vagy tabletben várakozó állapotban vagy alacsony CPU-kihasználtság esetén ki lehessen kapcsolni a közönséges magokat és csak a kiegészítő magot futtatni, és ezzel csökkenteni a fogyasztást / energiafelhasználást. Az Nvidia szerint ebben az állapotban még zenét vagy videót is lejátszhat az eszköz. A Tegra 2-vel ellentétben a Tegra 3 Cortex-A9 ARM processzoraiban már benne van az ARM SIMD kiterjesztése, a NEON.
A Tegra 3 GPU-ja a Tegra 2 GPU továbbfejlesztett változata, háromszor annyi pixel shader-rel (12 a 4 helyett) és magasabb órajellel. Ez képes 2560×1600 felbontású videó megjelenítésére és támogatja a 1080p MPEG-4 AVC/h.264 40 Mbit/s High-Profile, VC1-AP, és DivX 5/6 videodekódolást.
A Tegra 3 2011. november 9-én jelent meg.
Általános jellemzők:
- CPU gyorsítótár: L1: 32 KiB utasítás + 32 KiB adat, L2: 1 MiB
- TSMC 40 nm-es LPG félvezetőtechnológia

| Modell | CPU        | CPU   | CPU                                 | GPU                      | GPU       | GPU        | memória                 | memória | memória                 | memória           | alkalmazás    |
| Modell | processzor | magok | frekvencia (több- / egy- magos mód) | mikro- architektúra      | mag konf. | frekvencia | típus                   | méret   | busz szélesség          | sávszé- lesség    | elérhetőség   |
| ------ | ---------- | ----- | ----------------------------------- | ------------------------ | --------- | ---------- | ----------------------- | ------- | ----------------------- | ----------------- | ------------- |
| T30L   | Cortex-A9  | 4+1   | 1,2 GHz / max. 1,3 GHz              | VLIW-alapú VEC4 egységek | 8:4:8:8   | 416 MHz    | DDR3-1333               | ?       | 32 bites egy- csatornás | 5,3 GB/s          | 2012 1.negyed |
| T30    | Cortex-A9  | 4+1   | 1,4 GHz / max. 1,5 GHz              | VLIW-alapú VEC4 egységek | 8:4:8:8   | 520 MHz    | LPDDR2-1066 DDR3-L-1500 | ?       | 32 bites egy- csatornás | 4,3 GB/s 6,0 GB/s | 2011 4.negyed |
| AP33   | Cortex-A9  | 4+1   | 1,4 GHz / max. 1,5 GHz              | VLIW-alapú VEC4 egységek | 8:4:8:8   | 520 MHz    | LPDDR2-1066 DDR3-L-1500 | ?       | 32 bites egy- csatornás | 4,3 GB/s 6,0 GB/s | 2011 4.negyed |
| T33    | Cortex-A9  | 4+1   | 1,6 GHz / max. 1,7 GHz              | VLIW-alapú VEC4 egységek | 8:4:8:8   | 520 MHz    | DDR3-1600               | ?       | 32 bites egy- csatornás | 6,4 GB/s          | 2012 2.negyed |

1. ↑  pixelárnyalók : csúcspont árnyalók : textúraleképező egységek : renderelő kimeneti egységek

#### Eszközök
| Modell | eszköz |
| ------ | --- |
| AP33   | LG Optimus 4X HD, HTC One X, XOLO Play T1000, Coolpad 8735 |
| T30    | Acer Iconia Tab A510, Acer Iconia Tab A700, Asus Eee Pad Transformer Prime (TF201), Fuhu Inc. nabi 2 Tablet, Lenovo IdeaPad Yoga 11, IdeaTab K2 / LePad K2, Microsoft Surface, Microsoft Surface RT                    |
| T30I   | Tesla Modell S 2012~2017 és Modell X 2015~2017 adathordozó/média vezérlőegység (MCU) |
| T30L   | Acer Iconia Tab A210, Asus Transformer Pad TF300T, BLU Quattro 4.5, Coolpad 9070 Lenovo IdeaTab A2109, Microsoft Surface (2012 tablet), Nexus 7 (2012), Sony Xperia Tablet S, Toshiba AT300 (Excite 10), WEXLER.TAB 7t |
| T33    | Asus Transformer Pad Infinity (TF700T), Fujitsu ARROWS X F-02E, HTC One X+, Ouya (T33-P-A3) |

### Tegra 4
A „Wayne” kódnevű Tegra 4 processzort 2013. január 6-án jelentették be. Ez funkcionálisan egy négymagos CPU-val épített SoC, amelyben egy ötödik alacsony fogyasztású Cortex A15 kiegészítő mag is be van építve; ez a mag nem látható a külvilág (pl. operációs rendszer) számára és a háttérben működik, feladata az energiamegtakarítás vezérlése.

Ezt az energiatakarékos konfigurációt „változó SMP architektúrának” nevezik, és úgy működik, mint a Tegra 3 hasonló konfigurációja.
A továbbfejlesztett 72 magos GPU támogatja a DirectX 11+, OpenGL 4.X API-kat és a PhysX engine-t. Ez a SoC állítólag hússzor gyorsabb a Tegra 2-nél és 6-szor gyorsabb a Tegra 3-nál.
A Tegra 4-ben a megszokott hardveres modem helyett az Nvidia bevezette az i500 jelű eszközt, egy opcionális szoftverrádiós modemet, amely az Nvidia által felvásárolt Icera technológián alapul, és újraprogramozással képes az új hálózati szabványok támogatására.
Ez támogatja a 3. kategóriájú (100 Mbit/s) LTE-t, de később frissítve lesz a 4. kategóriának megfelelően (150 Mbit/s).
Általános jellemzők:
- CPU gyorsítótár: L1: 32 KiB utasítás + 32 KiB adat, L2: 2 MiB
- 28 nm-es HPL félvezető technológia

| Modell szám | CPU                        | GPU                      | GPU          | GPU        | memória           | memória | memória                 | memória                                          | alkalmazás    |
| Modell szám | processzor (magok / frek.) | mikro- architektúra      | mag konfig.1 | frekvencia | típus             | méret   | busz szélesség          | sávszé- lesség                                   | elérhetőség   |
| ----------- | -------------------------- | ------------------------ | ------------ | ---------- | ----------------- | ------- | ----------------------- | ------------------------------------------------ | ------------- |
| T114        | 4+1 × 1,9 GHz Cortex-A15   | VLIW-alapú VEC4 egységek | 72 (48:24:4) | 672 MHz    | DDR3L vagy LPDDR3 | ?       | 32 bites két- csatornás | max. 14,9 GB/s (1866 MT/s adatátviteli sebesség) | 2013 2.negyed |

1 pixelárnyalók : csúcspont árnyalók : pixel-futószalagok (1x TMU és 1x ROP párok)

#### Eszközök
| Modell | eszközök |
| ------ | --- |
| T114   | Nvidia Shield Portable, Tegra Note 7, Microsoft Surface 2, HP Slate 7 Extreme, HP Slate 7 Beats Special Edition, HP Slate 8 Pro, HP SlateBook x2, HP SlateBook 14, HP Slate 21, ZTE N988S, nabi Big Tab, Nuvola NP-1, Project Mojo, Asus Transformer Pad TF701T, Toshiba AT10-LE-A (Excite Pro), Vizio 10" tablet, Wexler.Terra 7, Wexler.Terra 10, Acer TA272HUL AIO, Xiaomi Mi 3 (TD-LTE verzió), Coolpad 8970L (大观 4), Audi Tablet, Le Pan TC1020 10.1", Matrimax iPLAY 7, Kobo Arc 10HD |

### Tegra 4i
A Tegra 4i típust 2013 február 19-én jelentették be. Kódneve „Grey”. Ez a Tegra 4 egy változata, amely hardveresen ugyanazokat az audió- és videóformátumokat támogatja, mint a 4-es, de Cortex A15 helyett Cortex A9-es magokat alkalmaz, ezáltal a Tegra 4i a Tegra 4 csökkentett képességű, alacsony árú mobiltelefonokba és tabletekbe szánt változata. A Tegra 4-gyel ellentétben azonban a 4i egy ugyanarra a lapkára integrált Icera i500 LTE/HSPA+ baseband processzort tartalmaz, valamint 60 GPU magot (a Tegra 4 72-t).
Általános jellemzők:
- 28 nm-es HPM félvezető technológia
- CPU gyorsítótár: L1: 32 KiB utasítás + 32 KiB adat, L2: 1 MiB

| Modell | CPU                            | GPU                      | GPU          | GPU        | memória | memória | memória                 | memória                       | alkalmazás     |
| Modell | processzor (magok, frekvencia) | mikro- architektúra      | mag konfig.1 | frekvencia | típus   | méret   | busz szélesség          | sávszé- lesség                | elérhetőség    |
| ------ | ------------------------------ | ------------------------ | ------------ | ---------- | ------- | ------- | ----------------------- | ----------------------------- | -------------- |
| T148?  | 4+1 × 2,0 GHz Cortex-A9 "R4"   | VLIW-alapú VEC4 egységek | 60 (48:12:2) | 660 MHz    | LPDDR3  |         | 32 bites egy- csatornás | 6,4–7,5 GiB/s (800 – 933 MHz) | 2014 1. negyed |

1 pixelárnyalók : csúcspont árnyalók : pixel-futószalagok (1x TMU és 1x ROP párok)

##### Eszközök
| Modell | eszköz                                                                                  |
| ------ | --------------------------------------------------------------------------------------- |
| T148?  | Blackphone, LG G2 mini LTE, Wiko Highway 4G, Explay 4Game, Wiko Wax QMobile Noir LT-250 |

### Tegra K1
A Tegra 4 továbbfejlesztett változata, amely egy 192 végrehajtóegységből álló grafikus processzort kapott. Kódneve „Logan”. Ez a processzor négy magos, az ARM Cortex A15-ön alapul. 32 bites és 64 bites magokkal szerelt változatai vannak. A 32 bites változatok általános ARM Cortex processzorokkal, a 64 bites változatok az Nvidia 64 bites Project Denver architektúrájú, kétmagos processzorokkal vannak szerelve.
Maximum 2,3 GHz-es órajelen képes üzemelni.
Az Nvidia Tegra K1 ARM Cortex-A15 magokkal rendelkezik 4+1-es konfigurációban, hasonlóan a Tegra 4-hez vagy az Nvidia 64 bites Project Denver kétmagos processzorához, valamint a Kepler grafikai feldolgozóegységhez, amely támogatja a Direct3D 12, OpenGL ES 3.1, CUDA 6.5, OpenGL 4.4/OpenGL 4.5 és Vulkan API-kat.
Az Nvidia állítása szerint ez egyaránt felülmúlja az Xbox 360 és a PS3-at, miközben energiafogyasztása jelentősen kevesebb.
Támogatja az adaptív skálázható textúratömörítést.
2014 április végén az Nvidia szállította a „Jetson TK1” fejlesztőkártyát, amely tartalmaz egy Tegra K1 egylapkás rendszert (SoC) és Ubuntu Linuxot futtat.
- Processzor:
  - 32 bites változatú négymagos ARM Cortex-A15 MPCore R3 (ARMv7) + alacsony fogyasztású kísérő mag
  - vagy 64 bites változatú kétmagos Project Denver processzor[77] (valaha „Stark” kódnéven[83])
  - maximális órajel: 2,3 GHz a 4 fő magban
- 192 ALU-ból álló GPU, Kepler technológiával
- 28 nm-es HPM folyamat
- Kibocsátva 2014 második negyedévében
- Energiafogyasztás: 8 watt[80]

| Modell | CPU                                     | GPU                 | GPU          | GPU           | GPU           | memória       | memória                                | memória        | memória        | alkalmazás      |
| Modell | processzor (mag / frek.)                | mikro- architektúra | mag konfig.1 | frekvencia    | gFLOPS (FP32) | típus         | méret                                  | busz szélesség | sávszé- lesség | elérhetőség     |
| ------ | --------------------------------------- | ------------------- | ------------ | ------------- | ------------- | ------------- | -------------------------------------- | -------------- | -------------- | --------------- |
| T124   | 4+1x @ 2,3 GHz Cortex-A15 R3 (32 bites) | GK20A (Kepler)      | 192:8:4      | 756 – 951 MHz | 290–365       | DDR3L, LPDDR3 | max 8 GiB (40 bites cím tartománnyal2) | 64 bit         | 17 GiB/s       | 2014 2.negyedév |
| T132   | 2x @ 2.5GHz Denver (64 bites)           | GK20A (Kepler)      | 192:8:4      | 756 – 951 MHz | 290–365       | DDR3L, LPDDR3 | max 8 GiB                              | ?              | ?              | 2014 3.negyedév |

1 egyesített shaderek : textúraképző egységek : renderelő kimeneti egységek
2 ARM ARM Large Physical Page Extension (LPAE), 1 TiB-ot (240 bájtot) támogat.
A 8 GiB-os korlátozás eszközspecifikus.

#### Eszközök
| Modell | eszköz |
| ------ | --- |
| T124   | Jetson TK1 fejlesztőkártya, Nvidia Shield Tablet, Acer Chromebook 13, HP Chromebook 14 G3, Xiaomi MiPad, Snail Games OBox, UTStarcom MC8718, Google Project Tango tablet, Fuze Tomahawk F1, Apalis TK1 System on Module, JXD Singularity S192 |
| T132   | HTC Nexus 9 (tablet) |

2015 decemberében a wccftech.com weboldalon megjelent egy cikk, ami azt állította, hogy a Tesla az Nvidia Visual Computing Module (VCM) sablonjából származtatott Tegra K1 alapú kialakítást fog használni a szórakoztató-informatikai rendszerek meghajtására, és a vizuális vezetési segédeszközök biztosítására, az akkori modellekben.
Ezt a hírt egyelőre más forrás nem erősítette meg.

### Tegra X1

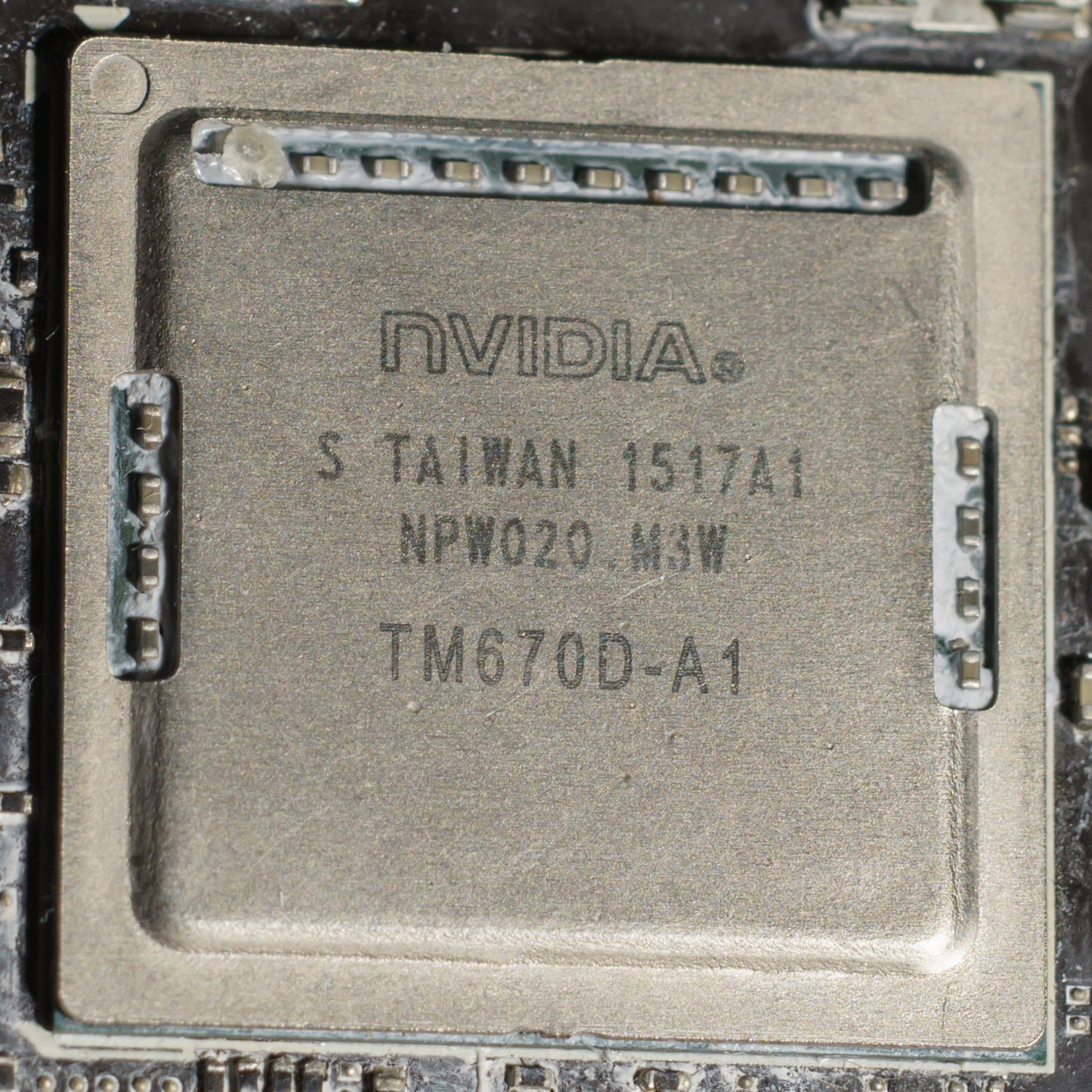
Tegra X1 Nvidia Shield TV-ben

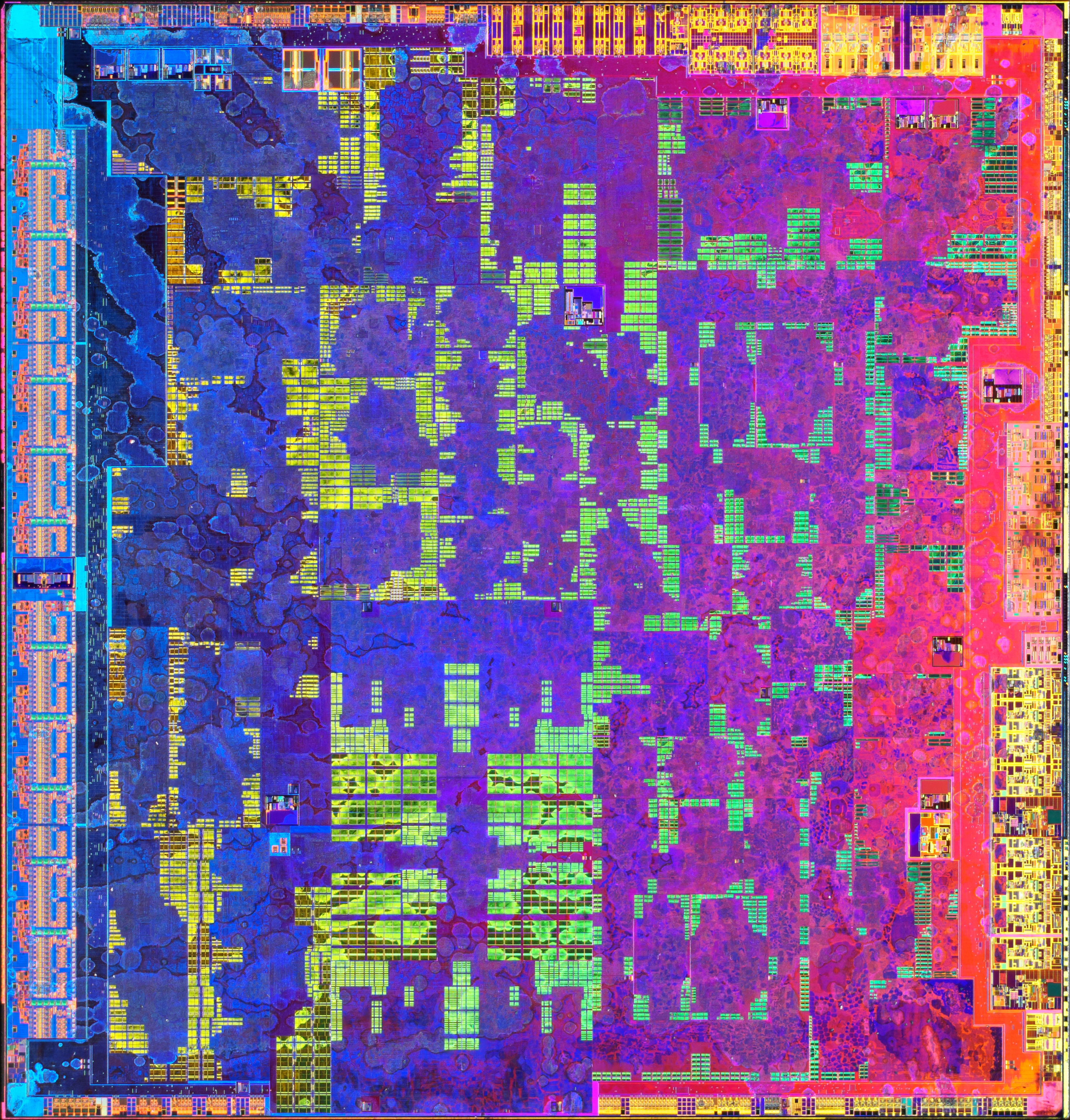
Tegra X1 lapka képe

Az nVidia 64 bites X1 processzora 8 magos, és a big.LITTLE koncepció szerint működik. Kódneve „Erista”. Négy kisebb fogyasztású, és négy nagyteljesítményű ARM processzormagot használ (4× A57 2MiB L2 + 4× A53 512 KiB L2). Maximális órajele 2,5 GHz, grafikus gyorsítója 256 végrehajtóegységet tartalmaz, és képes a H.265 szabványú videók hardveres dekódolására. Támogatja az OpenGL ES3.1, és DirectX 11 API-kat, emellett „asztali” OpenGL (4.5) támogatással is rendelkezik. 2015 január 4-én jelent meg. A processzort tabletekbe, androidos, illetve linuxos netbookokba, linuxos asztali számítógépekbe, laptopokba, játékkonzolokba szánták. Legismertebb felhasználása a Nintendo Switch játékkonzol.
A 2015-ben kibocsátott Nvidia Tegra X1 (kódnevén „Erista”) két CPU klasztert tartalmaz, az egyikben négy ARM Cortex-A57 maggal, a másikban négy ARM Cortex-A53 maggal, ezek mellett egy Maxwell-alapú grafikai feldolgozóegységet. Támogatja az adaptív skálázható textúratömörítést. Egyszerre csak egyik klaszter magjai lehetnek aktívak, a klaszterek kapcsolását a BPMP-L alrendszer szoftvere vezérli. A Tegra X1-et használó eszközök eddig csak a nagyobb teljesítményű ARM Cortex-A57 magokat tartalmazó klasztert használták. A másik, négy ARM Cortex-A53 magot tartalmazó klaszter nem hozzáférhető a Cortex-A57 magok kikapcsolása nélkül (mindkét klaszternek CC6 kikapcsolt állapotban kell lennie). Az Nvidia törölte az ARM Cortex-A53 magokról szóló részeket a műszaki dokumentáció későbbi változataiból, ami azt jelenti, hogy a magokat a lapkáról is eltávolították. A Tegra X1-et sebezhetőnek találták egy hibabefecskedezéses (Fault Injection, FI) teszten, feszültséghibát okozó támadás során, ami lehetővé teszi tetszőleges kód végrehajtását és házi készítésű szoftverek használatát azokon az eszközökön, amelyek tartalmazzák a hibát okozó részeket.
2019-ben kiadtak egy hivatalosan Tegra X1+ néven ismert jobb energiakihasználású, „Mariko” kódnevű revíziót, amelyben javították a Nintendo Switch konzol „Fusée Gelée” sebezhetőségét. Ez másként a T214 és T210B01 jelű változat.
Áttekintés:
- CPU: ARMv8 ARM Cortex-A57 négymagos (64 bites) + (nem használt?) ARM Cortex-A53 négymagos (64 bites)
- GPU: Maxwell alapú 256 magos GPU (Jetson Nano: csak 128 mag)
- MPEG-4 HEVC VP8 kódolás/dekódolás és VP9 dekódolás támogatása[112] (Jetson Nano: H.265, H.264/Stereo, VP8, JPEG kódolók; H.265, H.264/Stereo, VP8, VP9, VC-1, MPEG-2, JPEG dekóderek)
- TSMC 20 nm-es folyamat a Tegra X1 számára
- TSMC 16 nm-es folyamat a Tegra X1+ számára
- TDP:
  - T210: 15 W,[113] átlagos energiafogyasztása kevesebb mint 10 W[112]
  - Jetson Nano: 10 W (0-s módban);[114] 1-es mód: 5 W (csak 2 processzormag 918 MHz-en, GPU 640 MHz-en)

| Modell         | egylapkás rendszer (SoC) / változat     | eljárás    | CPU                                           | GPU                 | GPU                       | GPU           | GPU           | memória        | memória | memória        | memória         | alkalmazás    |
| Modell         | egylapkás rendszer (SoC) / változat     | eljárás    | processzor (magok/frek.1)                     | mikro- architektúra | frekvencia (mag konfig.2) | gFLOPS (FP32) | gFLOPS (FP16) | típus          | méret3  | busz szélesség | sávszé- lesség4 | elérhető      |
| -------------- | --------------------------------------- | ---------- | --------------------------------------------- | ------------------- | ------------------------- | ------------- | ------------- | -------------- | ------- | -------------- | --------------- | ------------- |
| T210           | ODNX02-A2 TM670D-A1 TM670M-A2 TM671D-A2 | TSMC 20 nm | 4x 2,2 GHz Cortex-A57 + 4x 1,3 GHz Cortex-A53 | GM20B (Maxwell) :14 | 1000 MHz (256:16:16) :753 | 512           | 1024          | LPDDR3 LPDDR4  | 8 GiB   | 64 bit         | 25,6 GB/s       | 2015 2.negyed |
| T210           | TM660M-A2                               | TSMC 20 nm | 4x 1,4 GHz Cortex-A57 + 4x 1,0 GHz Cortex-A53 | GM20B (Maxwell) :14 | 921 MHz (128:16:16) :773  | 236           | 472           | LPDDR3? LPDDR4 | 4 GiB   | 64 bit         | 25,6 GB/s       | 2019. március |
| T214 / T210B01 | ODNX10-A1 TM675M-A1                     | TSMC 16 nm | 4x 2,1 GHz Cortex-A57                         | GM21B (Maxwell)     | 1267 MHz (256:16:16)      | 649           | 1298          | LPDDR4 LPDDR4X | 8 GiB   | 64 bit         | 34,1 GB/s       | 2019 2.negyed |

1 A CPU órajelfrekvenciát az Nvidia által megszabott maximális értéktől eltérően is lehet vezérelni, OEM megegyezéssel.
2 egyesített shaderek : textúraképző egységek : renderelő kimeneti egységek
3 Maximális érvényes memóriamennyiség, a megvalósítás kiépítéstől függ
4 Maximális érvényes memóriasávszélesség, a megvalósítás kiépítéstől függ

#### Eszközök
| Modell  | egylapkás rendszer (SoC) v. változat | eszköz |
| ------- | ------------------------------------ | --- |
| T210    | ODNX02-A2                            | Nintendo Switch (2017, HAC-001)                                                                              |
| T210    | TM670D-A1                            | Nvidia Shield Android TV (2015)                                                                              |
| T210    | TM670M-A2                            | Nvidia Shield Android TV (2017)                                                                              |
| T210    | TM660M-A2                            | Jetson Nano 4 GiB, Jetson Nano 2 GiB                                                                         |
| T210    | TM671D-A2                            | Google Pixel C                                                                                               |
| T210    | nem ismert                           | Nvidia Jetson TX1 fejlesztőkártya, Nvidia Drive CX & PX                                                      |
| T210B01 | ODNX10-A1                            | Nintendo Switch (2019, HAC-001(-01)), Nintendo Switch Lite (HDH-001), Nintendo Switch: OLED modell (HEG-001) |
| T210B01 | TM675M-A1                            | Nvidia Shield Android TV (2019)                                                                              |

### Tegra X2
Az Nvidia Tegra X2 (kódnevén „Parker”) az Nvidia saját egyedi általános célú, ARMv8-kompatibilis Denver 2 magját, valamint a Pascal kódnevű grafikus feldolgozó magot tartalmazza GPGPU támogatással. A csipek FinFET technológiával, a TSMC 16 nm-es FinFET+ folyamatával készülnek.
- CPU: Nvidia Denver2 ARMv8 (64 bites) kétmagos + ARMv8 ARM Cortex-A57 négymagos (64 bites)
- RAM: max. 8 GiB LPDDR4[128]
- GPU: Pascal-alapú, 256 CUDA maggal; típusa: GP10B[129]
- TSMC 16 nm-es FinFET folyamat
- TDP: 7,5–15 W[130]

| Modell | egylapkás rendszer (SoC) változat | CPU                                                | GPU                 | GPU                            | GPU           | GPU           | memória | memória | memória        | memória        | alkalmazás  |
| Modell | egylapkás rendszer (SoC) változat | processzor (magok / frekvencia)                    | mikro- architektúra | frekvencia (mag konfiguráció1) | gFLOPS (FP32) | gFLOPS (FP16) | típus   | méret   | busz szélesség | sávszé- lesség | elérhetőség |
| ------ | --------------------------------- | -------------------------------------------------- | ------------------- | ------------------------------ | ------------- | ------------- | ------- | ------- | -------------- | -------------- | ----------- |
| T186   | Tegra X2 (Parker)                 | 2x 1.4–2,0 GHz Denver2 + 4x 1.2–2,0 GHz Cortex-A57 | GP10B (Pascal)      | 854 – 1465 MHz 256:16:16 (2)   | 437– 750      | 874– 1500     | LPDDR4  | 8 GiB   | 128 bit        | 59,7 GB/s      |             |

1 egyesített shaderek : textúraképző egységek : renderelő kimeneti egységek (SM szám)

#### Eszközök
| Modell     | eszköz |
| ---------- | --- |
| T186       | Nvidia Drive PX2 (változatok), ZF ProAI 1.1                                                                                       |
| T186       | Nvidia Jetson TX2 |
| nem ismert | Mercedes-Benz MBUX (szórakoztató információs rendszer)                                                                            |
| nem ismert | 1 számítási és 1 GPU egység az ECU félvezetős részében, a „Tesla vision” funkcionalitáshoz mindenTesla járműben 2016 októbere óta |
| T186       | Magic Leap One (kiterjesztett valóság szemüveg)                                                                                   |
| nem ismert | Skydio 2 (pilóta nélküli jármű)                                                                                                   |

### Tegra P1
Az Nvidia Tegra P1 (kódnevén „Parker”) az Nvidia saját egyedi, általános célú 64 bites ARMv8-kompatibilis Denver2 magját, valamint a GPGPU támogatással rendelkező Pascal kódnevű grafikus feldolgozó magot tartalmazza. A processzor 16 gibibájt memóriát támogat. Összesen 6 db processzormagot tartalmaz, energiafogyasztása 10 W körüli. A hat darab processzormag közül kettő az Nvidia saját tervezésű Denver2 processzormagja, és 4 db hagyományos ARM A57 processzormag, amelyek big.LITTLE koncepció szerint működnek. A TSMC 16 nm-es FinFET+ gyártási eljárásával készültek.
A modell 2016-ban jelent meg, és a Drive PX2 járművezérlő platformban alkalmazták. Rövid életű termék volt, az Nvidia termékpalettáján már nem szerepel. Szerepét a Tegra X2 vette át.
- CPU: Nvidia Denver2 ARMv8 (64 bites) két mag + ARMv8 ARM Cortex-A57 négy mag (64 bites)
- RAM: max. 16 GiB LPDDR4
- GPU: Pascal-alapú, 256 CUDA mag
- TSMC 16 nm FinFET folyamat[140]
- TDP: 7,5–15 W[130]

| Modell | CPU                  | CPU   | CPU                                | GPU                 | GPU        | GPU              | GPU                      | memória | memória | memória            | memória               | alkalmazás  |
| Modell | processzor           | magok | frekvencia (GHz)                   | mikro- architektúra | mag konf.1 | frekvencia (MHz) | gFLOPS                   | típus   | méret   | sínszélesség (bit) | sávszé- lesség (GB/s) | elérhetőség |
| ------ | -------------------- | ----- | ---------------------------------- | ------------------- | ---------- | ---------------- | ------------------------ | ------- | ------- | ------------------ | --------------------- | ----------- |
| T186   | Denver2 + Cortex-A57 | 2 + 4 | Denver2: 1,4–2 GHz A57: 1,2–2 GHz+ | GP10B (Pascal)      | 256:?:?    | 854–1302 MHz     | 750 (FP32) / 1500 (FP16) | LPDDR4  | 8 GiB   | 128 bites          | 58,4                  |             |

1 egyesített shaderek : textúraképző egységek : renderelő kimeneti egységek

### Xavier
A Tegra Xavier egylapkás rendszert (SoC), amelyet a képregénybeli X Professzor után neveztek el, 2016. szeptember 28-án jelentették be és 2019 márciusában jelent meg. 7 (más forrás szerint 9) milliárd tranzisztort és 8 egyedi ARMv8 magot tartalmaz, egy Volta GPU-t 512 CUDA maggal, és egy DLA (Deep Learning Accelerator) nevű nyílt forráskódú TPU-t (Tensor Processing Unit). A lapka mérete 350 mm2 (kb. 21,5×16,3 mm). Az Nvidia a CES 2018-en megerősítette a 12 nm-es FinFET gyártási eljárást. A Xavier modul az NVIDIA Multi-Standard Video Decoder (NVDEC, többszabványos videó dekóder) két példányát tartalmazza. Ez támogatja az alacsony, a szabványos (SD), a nagy- (HD) és UltraHD (8K, 4K stb.) felbontású videoprofilokat. A felhasználók különféle működési módokat konfigurálhatnak, igény szerint 10, 15, és 30 W TDP fogyasztással.
- CPU: egyedi Nvidia Carmel processzor, 64 bites ARMv8.2-A, 8 mag, 10 széles szuperskalár[151]
- GPU: Volta alapú, 512 CUDA mag, 1,4 TFLOPS;[152] típus: GV11B[153][129]
- TSMC 12 nm-es FinFET folyamat[146]
- 20 TOPS DL és 160 SPECint @ 20 W;[148] 30 TOPS DL @ 30 W[150] (TOPS DL = Deep Learning Tera-Ops)
  - 20 TOPS DL a GPU alapú tenzor magokon keresztül
  - 10 TOPS DL (INT8) a DLA egységen keresztül, vagy 5 TFLOPS (FP16)[152]
- 1.6 TOPS a PVA egységben (Programmable Vision Accelerator,[154] térbeli képi feldolgozás gyorsító (StereoDisparity/OpticalFlow/ImageProcessing))
- 1.5 GPix/s az ISP egységben (Image Signal Processor, képjelprocesszor, natív teljes körű HDR és csempefeldolgozás támogatással)
- Videóprocesszor 1,2 GPix/s kódoláshoz és 1,8 GPix/s dekódoláshoz[152] 8K videó támogatással[149]
- MIPI-CSI-3, 16 sávos[155][156][157][158]
- 1 GBit/s Ethernet
- 10 GBit/s Ethernet

| Modul (modell) | egylapkás rendszer (SoC) változat | CPU                                    | GPU                 | GPU                       | GPU           | GPU           | mély- tanulás | memória | memória | memória        | memória        | alkalmazás  | TDP (W) |
| Modul (modell) | egylapkás rendszer (SoC) változat | processzor (magok, frek.)              | mikro- architektúra | frekvencia (mag konf.)1   | TFLOPS (FP32) | TFLOPS (FP16) | TOPS (INT8)   | típus   | méret   | busz szélesség | sávszé- lesség | elérhetőség | TDP (W) |
| -------------- | --------------------------------- | -------------------------------------- | ------------------- | ------------------------- | ------------- | ------------- | ------------- | ------- | ------- | -------------- | -------------- | ----------- | ------- |
| Xavier AGX     | 64 GiB                            | Carmel (12 MiB gyorsítótár) 8x 2,2 GHz | GV11B (Volta)       | 1377 MHz 512:64 (8, 4, 1) | 1,41          | 2,82          | 32            | LPDDR4X | 64 GiB  | 256 bit        | 136,5 GB/s     |             | 10–30   |
| Xavier AGX     | 32 GiB                            | Carmel (12 MiB gyorsítótár) 8x 2,2 GHz | GV11B (Volta)       | 1377 MHz 512:64 (8, 4, 1) | 1,41          | 2,82          | 32            | LPDDR4X | 32 GiB  | 256 bit        | 136,5 GB/s     |             | 10–30   |
| Xavier AGX     | ipari                             | Carmel (12 MiB gyorsítótár) 8x 2,0 GHz | GV11B (Volta)       | 1221 MHz 512:64 (8, 4, 1) | 1,24          | 2,48          | 30            | LPDDR4X | 32 GiB  | 256 bit        | 136,5 GB/s     |             | 20–40   |
| Xavier NX      | 16 GiB                            | Carmel (10 MiB gyorsítótár) 6x 1,9 GHz | Volta               | 1100 MHz 384:48 (6, 3, 1) | 0,84          | 1,69          | 21            | LPDDR4X | 16 GiB  | 128 bit        | 59,7 GB/s      |             | 10–20   |
| Xavier NX      | 8 GiB                             | Carmel (10 MiB gyorsítótár) 6x 1,9 GHz | Volta               | 1100 MHz 384:48 (6, 3, 1) | 0,84          | 1,69          | 21            | LPDDR4X | 8 GiB   | 128 bit        | 59,7 GB/s      |             | 10–20   |

1 CUDA magok : Tensor magok (SM-ek, TPC-k, GPC-k)

#### Eszközök
| Modell | egylapkás rendszer (SoC) változat | eszköz                                                                              |
| ------ | --------------------------------- | ----------------------------------------------------------------------------------- |
| T194   | nem ismert                        | Nvidia Drive Xavier (Drive PX-sorozat) (korábban Xavier AI Car Supercomputer néven) |
| T194   | nem ismert                        | Nvidia Drive Pegasus (Drive PX-sorozat)                                             |
| T194   | nem ismert                        | Nvidia Drive AGX Xavier Developer Kit                                               |
| T194   | nem ismert                        | Nvidia Jetson AGX Xavier Developer Kit                                              |
| T194   | nem ismert                        | Nvidia Jetson Xavier                                                                |
| T194   | TE860M-A2                         | Nvidia Jetson Xavier NX                                                             |
| T194   | nem ismert                        | Nvidia Clara AGX „A Clara AGX az NVIDIA Xavier és NVIDIA Turing GPU-kon alapul.”    |
| T194   | nem ismert                        | Bosch (GmbH) és Nvidia tervezte Self Driving System                                 |
| T194   | nem ismert                        | ZF ProAI                                                                            |

A Linux Kernel levelezőlistán egy Tegra194 alapú fejlesztőkártyát „P2972-0000” típusazonosítóval jelentettek: „A kártya a P2888 számítási modulból és a P2822 alaplapból áll.” Az eszközt ennek alapján azonban nem lehet beazonosítani.

### Orin
Az Nvidia 2018. március 27-én a GPU Technology Conference 2018 rendezvényen jelentette be Orin kódnevű következő generációs egylapkás rendszerét (SoC).
Ez 17 milliárd tranzisztort tartalmaz és 12 ARM Hercules magot, mesterséges intelligencia teljesítménye elérheti a 200 INT8 TOPS műveletet 65 W fogyasztás mellett.
A Drive AGX Orin kártyarendszercsalád 2019. december 18-án volt bejelentve, a GTC China 2019 rendezvényen.
A Drive AGX Orin platform tervezett felhasználási területe az autonóm járművek és robotok.
Az Nvidia publikációiban azt állítja, hogy az ismert (Xavier sorozatból származó) félvezetőkön órajel- és feszültségskálázással és több ilyen csip párosításával nagyobb dinamikájú, szélesebb körű alkalmazások valósíthatók meg az így kialakított hordozókártya- ill. alaplaprendszerekkel.
2021 elején az Nvidia bejelentette, hogy a kínai NIO járműipari cég Orin-alapú csipeket fog alkalmazni az általuk gyártott autókban.
Az Orin eddig közzétett specifikációi:
- CPU: 12× Arm Cortex-A78AE (Hercules) ARMv8.2-A (64 bites, AE: Automotive Enhanced)[173][174]
- GPU: Ampere alapú, max. 2048[175] CUDA mag, 64 tenzor mag;[O1 1] teljesítménye az Nvidia szerint „max. 131 sparse INT8 TOPS tenzor számítással, és max. 5,32 FP32 TFLOPS CUDA számítással.”[176][O1 2]
  - 5,3 CUDA TFLOPs (FP32)[177]
  - 10,6 CUDA TFLOPs (FP16)[177]
- Samsung 8 nm folyamat[177]
- 275 DL TOPS (INT8)[177][178]
  - 170 DL TOPS (INT8) a GPU-n keresztül
  - 105 DL TOPS (INT8) a 2x NVDLA 2.0 egységeken keresztül (DLA, Deep Learning Accelerator)[O1 3]
- 85 DL TOPS (FP16)[177]
- 5 TOPS a PVA v2.0 egységben (Programmable Vision Accelerator, programozható gépi látás gyorsító, objektumkövetéshez)
- 1.85 GPix/s az ISP egységben (Image Signal Processor, képjelprocesszor, natív teljes dinamikatartományú HDR és csempefeldolgozás támogatással)[O1 4]
- Videóprocesszor, ? GPix/s kódolási és ? GPix/s dekódolási teljesítmény
- 4× 10 GBit/s Ethernet, 1× 1 GBit/s Ethernet

Az Nvidia 2022 szeptemberében bejelentette az „Orin Nano” modellt, a család utolsó tagjaként, a 2022-es GPU Technológiai Konferencián.
Az Orin termékvonal most egylapkás rendszereket (SoC) és SoM (System-On-Module) modelleket tartalmaz, amelyek Orin kialakítású magokon alapulnak és különböző felhasználási célokra skálázhatók 60 W-tól egészen 5 W fogyasztásig. Míg a konkrét SoC típusokról kevesebb adat ismert, az Nvidia nyilvánosan közzétette a részletes műszaki specifikációkat a teljes Jetson Orin SoM termékcsaládról. Ezek a modulspecifikációk bemutatják az Orin skálázhatóságát, ezáltal felvázolják azokat a jövőbeni eszközöket, amik az Orinból származtatott SoC-t tartalmaznak.
1. ↑  Az Orin az A100-as processzorban a kétszeres sebességű tenzormagokat, és nem a fogyasztói Ampere GPU-kban lévő szabványos tenzormagokat használja.
2. ↑  Sparsity: ritkaság:
A mesterséges intelligencia (AI) és a gépi tanulás (ML) algoritmusaiban a számítások legnagyobb része mátrixok összeszorzásával történik. Egy mátrix reprezentálhat egy objektumot, ahol a nem nulla értékek utalhatnak például egy kép pixeleire, a nulla értékek pedig az üres teret jelentik. A nulla értékek tömöríthetők vagy kiküszöbölhetők, és ez a tömörítés csökkenti a két mátrix szorzásához szükséges műveletek számát. A nulla értékek tömörítését és megszüntetését nevezik ritkaságnak. A sparse TOPS a nulla értékek kihagyásával számított TOPS. Az Ampere GPU támogatja.
3. ↑  NVDLA: NVIDIA Deep Learning Accelerator, NVIDIA mélytanulási gyorsító, nyílt architektúra
4. ↑  HDR: High Dynamic Range, széles dinamikatartomány, a Dolby által kifejlesztett technológia, digitális tévékhez

| Modul (modell)  | egylapkás rendszer (SoC) változat | CPU                                           | GPU                 | GPU                           | GPU           | GPU           | mély- tanulás | memória | memória | memória        | memória        | alkalmazás                                        | TDP (W) |
| Modul (modell)  | egylapkás rendszer (SoC) változat | processzor (mag / frek.)                      | mikro- architektúra | frekvencia (mag konf.)        | TFLOPS (FP32) | TFLOPS (FP16) | TOPS (INT8)   | típus   | méret   | busz szélesség | sávszé- lesség | elérhetőség                                       | TDP (W) |
| --------------- | --------------------------------- | --------------------------------------------- | ------------------- | ----------------------------- | ------------- | ------------- | ------------- | ------- | ------- | -------------- | -------------- | ------------------------------------------------- | ------- |
| Orin AGX 64 GiB |                                   | Cortex-A78AE (9 MiB gyorsítótár) 12× 2,2 GHz  | Ampere              | 1300 MHz 2048:64:8 (16, 8, 2) | 5,32          | 10,649        | 275           | LPDDR5  | 64 GiB  | 256 bit        | 204,8 GB/s     | minta 2021, kit 2022 1.negyed, termelés 2022 dec. | 15–60   |
| Orin AGX 32 GiB |                                   | Cortex-A78AE (6 MiB gyorsítótár) 8× 2,2 GHz   | Ampere              | 930 MHz 1792:56:7 (14, 7, 2)  | 3,365         | 6,73          | 200           | LPDDR5  | 32 GiB  | 256 bit        | 204,8 GB/s     | 2022 okt.                                         | 15–40   |
| Orin NX 16 GiB  | TE980-M                           | Cortex-A78AE (6 MiB gyorsítótár) 8× 2,0 GHz   | Ampere              | 918 MHz 1024:32:4 (8, 4, 1)   | 1,88          | 3,76          | 100           | LPDDR5  | 16 GiB  | 128 bit        | 102,4 GB/s     | 2022 dec.                                         | 10–25   |
| Orin NX 8 GiB   | TE980-M                           | Cortex-A78AE (5,5 MiB gyorsítótár) 6× 2,0 GHz | Ampere              | 765 MHz 1024:32:4 (8, 4, 1)   | 1,57          | 3,13          | 70            | LPDDR5  | 8 GiB   | 128 bit        | 102,4 GB/s     | 2023 jan.                                         | 10–20   |
| Orin Nano 8 GiB |                                   | Cortex-A78AE (5,5 MiB gyorsítótár) 6× 1,5 GHz | Ampere              | 625 MHz 1024:32:4 (8, 4, 1)   | 1,28          | 2,56          | 40            | LPDDR5  | 8 GiB   | 128 bit        | 68 GB/s        | 2023 jan.                                         | 7–15    |
| Orin Nano 4 GiB |                                   | Cortex-A78AE (5,5 MiB gyorsítótár) 6× 1,5 GHz | Ampere              | 625 MHz 512:16:2 (4, 2, 1)    | 0,64          | 1,28          | 20            | LPDDR5  | 4 GiB   | 64 bit         | 34 GB/s        | 2023 jan.                                         | 5–10    |

1. ↑  CUDA magok : Tensor magok : RT magok (SM-ek, TPC-k, GPC-k)

#### Eszközök
| Modell         | eszköz                  | megjegyzés |
| -------------- | ----------------------- | --- |
| T234           | Nvidia Jetson AGX Orin  | 32 GiB és 64 GiB RAM konfigurációkban, önálló modul vagy devkit kiépítésben elérhető; ipari robotikai és/vagy beágyazott HPC alkalmazásokhoz tervezték                                                     |
| nem ismert     | Nvidia Jetson Orin NX   | közepes teljesítményű SODIMM formátumú Orin-sorozatú modul, csak önálló modulként elérhető; csatlakozó-kompatibilis a Xavier NX hordozóval                                                                 |
| nem ismert     | Nvidia Jetson Orin Nano | kis fogyasztású, gazdaságos SODIMM formátumú Orin-sorozatú modul, elérhető önálló modulként vagy devkitben; belépőszintű felhasználásra szánják                                                            |
| nem ismert     | Nio Adam                | 4× Nvidia Drive Orinból épített modul, összesen 48 processzormagot és 8192 CUDA magot tartalmaz; járművekben való felhasználásra, NIO ET7 modellben 2022 márciusában, az ET5 modellben 2022 szeptemberében |
| T239 ("Drake") | Nintendo Switch 2       | nyolcmagos ARM Cortex-A78C CPU, 12 SM Ampere GPU, 128 bites LPDDR5 memóriainterfész |

1. ↑  NIO: kínai autógyártó, elektromos autókat fejleszt, modelljei: az ET7 szedán 2022 elején, az ET5 2021 végén jelent meg

### Grace
A Grace CPU az NVIDIA által fejlesztett ARM Neoverse CPU platform, amely a nagyméretű MI és HPC alkalmazásokat célozza, és több NVIDIA termékben is elérhető. Az NVIDIA OVX platform a Grace Superchipet (két Grace processzorlapka egy hordozón) asztali NVIDIA GPU-kkal kombinálja szerver formátumú kiépítésben, míg az NVIDIA HGX platformban mind Grace Superchip, mind Grace Hopper Superchip processzorokat is kínál.
Ez utóbbit az Nvidia 2022. március 22-én jelentette be, ami egy önálló HPC platform, melyben egy Grace CPU egy Hopper-alapú GPU-val van összekapcsolva.
A Kernel patchkészletek azt mutatják, hogy a T241 jelű egyszeres Grace CPU a Tegra egylapkás rendszer (SoC) márkacsoportba tartozik, annak ellenére, hogy maga a csip nem tartalmaz GPU-t (egy idézett T241 patchkészlet „a több mint két összekapcsolt T241 csipet használó NVIDIA szerver platformokra” gyakorolt hatására hivatkozik, ami a Grace Superchip kialakításra utal).
| Modell | CPU        | CPU                        | CPU        | CPU | CPU           | memória     | memória      | memória        | memória        | alkalmazás  |
| Modell | processzor | magok                      | frekvencia | gyorsítótár | TFLOPS (FP64) | típus       | méret        | busz szélesség | sávszé- lesség | elérhetőség |
| ------ | ---------- | -------------------------- | ---------- | --- | ------------- | ----------- | ------------ | -------------- | -------------- | ----------- |
| T241   | Grace      | 72 Neoverse V2 mag (ARMv9) | ?          | L1: 64 KiB utasítás-gyorsítótár (I-cache) + 64 KiB adat-gyorsítótár (D-cache) magonként, L2: 1 MiB magonként, L3: 117 MiB osztott | 3,55          | LPDDR5X ECC | max. 480 GiB | ?              | 500 GiB/s      | 2023 2.fele |

1. 1 2  A teljes kiépítésű Grace Superchip specifikációhoz képest felére csökkentett adatok

### Atlan
Az Nvidia Atlan kódnevű következő generációs egylapkás rendszerét 2021. április 12-én jelentette be, a 2021-es GPU Technológiai Konferencián.
Körülbelül másfél évvel ezután, 2022. szeptember 20-án az Nvidia bejelentette, hogy az Atlant törlik a termékpalettából, és a következő egylapkás rendszerük a Thor nevű lesz.
Az Atlan jelenleg ismert funkcionális egységei a következők:
- Grace Next CPU[199]
- Ada Lovelace GPU[200]
- Bluefield DPU (adatfeldolgozó egység)
- egyéb gyorsítók
- Security Engine (biztonsági motor)
- Functional Safety Island
- csipre integrált memória
- külső memóriainterfész(ek)
- nagy sebességű be-/kimeneti interfészek

| Modell | CPU        | CPU   | CPU        | GPU                 | GPU         | GPU        | GPU           | GPU           | mély- tanulás | memória | memória | memória        | memória        | alkalmazás  |
| Modell | processzor | magok | frekvencia | mikro- architektúra | mag konfig. | frekvencia | gFLOPS (FP32) | gFLOPS (FP16) | TOPS (INT8)   | típus   | méret   | busz szélesség | sávszé- lesség | elérhetőség |
| ------ | ---------- | ----- | ---------- | ------------------- | ----------- | ---------- | ------------- | ------------- | ------------- | ------- | ------- | -------------- | -------------- | ----------- |
| T254?  | Grace-Next | ?     | ?          | Ada Lovelace        | ?           | ?          | ?             | ?             | >1000         | ?       | ?       | ?              | ?              | törölve     |

### Thor
Az Nvidia 2022. szeptember 20-án, a 2022-es GPU Technológiai Konferencián jelentette be a következő generációs egylapkás rendszerét (SoC) Thor kódnéven, amely a törölt Atlan helyét veszi át.
2023. május 5-én kiadtak egy patchkészletet, amely a Tegra264 támogatását adta hozzá a fővonalbeli Linuxhoz, ami valószínűleg a Thor kezdeti támogatását jelenti.

#### Eszközök
- Nvidia DRIVE Thor[198][205]
- Jetson AGX Thor[206]

| Modell | CPU               | CPU   | CPU   | GPU                 | GPU         | GPU   | GPU           | GPU           | mély- tanulás | memória | memória | memória        | memória        | alkalmazás  |
| Modell | processzor        | magok | frek. | mikro- architektúra | mag konfig. | frek. | gFLOPS (FP32) | gFLOPS (FP16) | TOPS (FP8)    | típus   | méret   | busz szélesség | sávszé- lesség | elérhetőség |
| ------ | ----------------- | ----- | ----- | ------------------- | ----------- | ----- | ------------- | ------------- | ------------- | ------- | ------- | -------------- | -------------- | ----------- |
| T264?  | Arm Neoverse V3AE | ?     | ?     | Blackwell           | ?           | ?     | ?             | ?             | 2000          | ?       | 128 GiB | ?              | ?              | 2025        |

## Összehasonlítás
| Generáció | Generáció            | Tegra 2            | Tegra 3            | Tegra 4            | Tegra 4i           | Tegra K1           | Tegra K1           | Tegra X1                 | Tegra X1+                | Tegra X2               | Xavier               | Orin                 | Thor                 |   |
| --------- | -------------------- | ------------------ | ------------------ | ------------------ | ------------------ | ------------------ | ------------------ | ------------------------ | ------------------------ | ---------------------- | -------------------- | -------------------- | -------------------- | - |
| CPU       | utasítás- készlet    | ARMv7-A (32 bites) | ARMv7-A (32 bites) | ARMv7-A (32 bites) | ARMv7-A (32 bites) | ARMv7-A (32 bites) | ARMv8-A (64 bites) | ARMv8-A (64 bites)       | ARMv8-A (64 bites)       | ARMv8-A (64 bites)     | ARMv8.2-A (64 bites) | ARMv8.2-A (64 bites) | ARMv9.2-A (64 bites) |   |
| CPU       | magok                | 2 A9               | 4+1 A9             | 4+1 A15            | 4+1 A9             | 4+1 A15            | 2 Denver           | 4 A53 (letiltva) + 4 A57 | 4 A53 (letiltva) + 4 A57 | 2 Denver2 + 4 A57      | 8 Carmel             | 12 A78AE             | Neoverse V3AE        |   |
| CPU       | L1 gyorsítótár (I/D) | 32/32 KiB          | 32/32 KiB          | 32/32 KiB          | 32/32 KiB          | 32/32 KiB          | 128/64 KiB         | 32/32 KiB + 64/32 KiB    | 32/32 KiB + 64/32 KiB    | 128/64 KiB + 48/32 KiB | 128/64 KiB           | 64/64 KiB            | 64/64 KiB            |   |
| CPU       | L2 gyorsítótár       | 1 MiB              | 1 MiB              | 2 MiB              | 2 MiB              | 2 MiB              | 2 MiB              | 128 KiB + 2 MiB          | 128 KiB + 2 MiB          | 2 MiB + 2 MiB          | 8 MiB                | 3 MiB                | ?                    |   |
| CPU       | L3 gyorsítótár       | N/A                | N/A                | N/A                | N/A                | N/A                | N/A                | N/A                      | N/A                      | N/A                    | 4 MiB                | 6 MiB                | ?                    | ? |
| GPU       | architektúra         | Vec4               | Vec4               | Vec4               | Vec4               | Kepler             | Kepler             | Maxwell                  | Maxwell                  | Pascal                 | Volta                | Ampere               | Blackwell            |   |
| GPU       | CUDA magok           | 4+4 *              | 8+4 *              | 48+24 *            | 48+12 *            | 192                | 192                | 256                      | 256                      | 256                    | 512                  | 2048                 | ?                    |   |
| GPU       | Tensor magok         | N/A                | N/A                | N/A                | N/A                | N/A                | N/A                | N/A                      | N/A                      | N/A                    | 64                   | 64                   | ?                    |   |
| GPU       | RT magok             | N/A                | N/A                | N/A                | N/A                | N/A                | N/A                | N/A                      | N/A                      | N/A                    | N/A                  | 8                    | ?                    |   |
| RAM       | protokoll            | DDR2/LPDDR2        | DDR3/LPDDR2        | DDR3/LPDDR3        | DDR3/LPDDR3        | DDR3/LPDDR3        | DDR3/LPDDR3        | LPDDR3/LPDDR4            | LPDDR4/LPDDR4X           | LPDDR4/LPDDR4X         | LPDDR4/LPDDR4X       | LPDDR5               | ?                    |   |
| RAM       | max. méret           | 1 GiB              | 2 GiB              | 4 GiB              | 4 GiB              | 8 GiB              | 8 GiB              | 8 GiB                    | 8 GiB                    | 8 GiB                  | 64 GiB               | 64 GiB               | 128 GiB              |   |
| RAM       | sávszé- lesség       | 2,7 GB/s           | 6,4 GB/s           | 6,4 GB/s           | 7,5 GB/s           | 14,88 GB/s         | 14,88 GB/s         | 25,6 GB/s                | 34,1 GB/s                | 59,7 GB/s              | 136,5 GB/s           | 204,8 GB/s           | ?                    |   |
| folyamat  | folyamat             | 40 nm              | 40 nm              | 28 nm              | 28 nm              | 28 nm              | 28 nm              | 20 nm                    | 16 nm                    | 16 nm                  | 12 nm                | 8 nm                 | 4 nm                 |   |

* VLIW-alapú Vec4: pixelárnyalók + csúcspont árnyalók. A Kepler óta egyesített shadereket használnak.

## Szoftvertámogatás

### FreeBSD
A FreeBSD számos különböző Tegra modellt és generációt támogat, a Tegra K1-től kezdve a Tegra 210-ig.

### Linux
Az Nvidia OEM-eken keresztül forgalmazza a Tegra szabadalmaztatott eszközmeghajtóit és a „Linux for Tegra” (korábban „L4T”) fejlesztőkészlet részeként az Nvidia a JetPack SDK-t a „Linux for Tegra” és más eszközökkel együtt. A Tegra család újabb és hatékonyabb eszközeit már az Nvidia saját Vibrante Linux disztribúciója támogatja. A Vibrante nagyobb Linux eszközkészletet tartalmaz, valamint számos Nvidia által biztosított könyvtárat az adatfeldolgozás és az adatfeldolgozás területén történő gyorsításhoz és különösen a vezetésbiztonság és az automatizált vezetés képfeldolgozása számára, egészen a mélytanulás és a neuronhálózatok szintjéig, amelyek például nagymértékben kihasználják a CUDA-képes gyorsító blokkokat, és amik az OpenCVn keresztül képesek kihasználni az ARM magok NEON vektoros kiterjesztéseit.
2012 áprilisától a GeForce vonalbeli grafikus kártyák eltérő „üzleti igényei” miatt az Nvidia és egyik beágyazott partnerük, a német Avionic Design GmbH
nyílt forráskódú meghajtóprogramokat fejlesztenek a Tegra számára, amelyeket a fővonalbeli Linux kernelhez nyújtanak
be.
Az Nvidia társalapítója és vezérigazgatója a 2013-as GPU technológiai konferencián felvázolta a Tegra processzorok az Ubuntu Unity-n alapuló útitervét.
2018 végére már közismertté vált, hogy az Nvidia munkatársai jelentős kódrészekkel járultak hozzá ahhoz, hogy a T186 és T194 modellek HDMI megjelenítőt és hangot kezeljenek a hamarosan (2019 első negyedévében) megjelenő hivatalos 4.21-es Linux kernellel/rendszermaggal. Az érintett szoftvermodulok a nyílt forráskódú Nouveau és a zárt forrású Nvidia grafikus meghajtóprogramok, az Nvidia saját tulajdonú CUDA interfészeivel együtt.
2022 májusától az Nvidia nyílt forráskódúvá tette a GPU kernel moduljait mind a Jetson, mind az asztali platformok számára, ezáltal a hivatalos Nvidia illesztőprogramokkal rendelkező Tegra platformokon, a T234 (Orin) modelltől kezdve, a szabadalmazott könyvtárak kivételével az összes userspace könyvtár nyílt forráskódúvá vált.

### QNX
A Drive PX2 kártyát a QNX valósidejű operációs rendszer (RTOS) támogatással a 2016. áprilisi GPU technológiai konferencián jelentették be.

## Hasonló platformok
Hasonló vagy összemérhető specifikációkkal rendelkező SoC-k és platformok (például audio/video bemeneti, kimeneti és feldolgozási képesség, csatlakoztathatóság, programozhatóság, szórakoztató/beágyazott/autóipari képességek és tanúsítványok, energiafogyasztás):
- AMD: Jaguar és Puma
- Allwinner Technology: A sorozat, A31
- Apple: Ax sorozat
- Broadcom: VideoCore
- Cavium: OCTEON
- Freescale Semiconductor: i.MX
- HiSilicon: K3Vx/Kirin
- Intel: Atom egylapkás rendszerek (SoC)
- Qualcomm: Snapdragon
- Renesas: R-Car
- Rockchip: RK3xxx sorozat
- Samsung Exynos
- ST-Ericsson: NovaThor
- Texas Instruments: OMAP / Sitara Arm processzor
- VIA: Wondermedia

## Fordítás
- Ez a szócikk részben vagy egészben  a   Tegra című angol Wikipédia-szócikk ezen változatának fordításán alapul.  Az eredeti cikk szerkesztőit annak laptörténete sorolja fel. Ez a jelzés csupán a megfogalmazás eredetét és a szerzői jogokat jelzi, nem szolgál a cikkben szereplő információk forrásmegjelöléseként.
- Ez a szócikk részben vagy egészben  a   Tegra című angol Wikipédia-szócikk ezen változatának fordításán alapul.  Az eredeti cikk szerkesztőit annak laptörténete sorolja fel. Ez a jelzés csupán a megfogalmazás eredetét és a szerzői jogokat jelzi, nem szolgál a cikkben szereplő információk forrásmegjelöléseként.